# Gert Brauer
Gert Brauer (* 7. September 1955 in Ronneburg; † 18. Januar 2018 in Gera) war ein deutscher Fußballspieler. In der höchsten Spielklasse des DDR-Fußballs, der Oberliga, spielte er für den FC Carl Zeiss Jena und den HFC Chemie. Er war vierfacher A-Nationalspieler und mehrfacher Nachwuchsnationalspieler.

## Sportliche Laufbahn

### Gemeinschafts- und Clubstationen
Brauer kam 1970 zur Betriebssportgemeinschaft (BSG) Wismut Gera, nachdem er 1963 bei der BSG Wismut Ronneburg mit dem Fußballspielen begonnen hatte. Als Juniorenspieler wurde er 1971 zum FC Carl Zeiss Jena delegiert, dem Fußballzentrum der Region.
Seinen Einstand in der DDR-Oberliga gab Brauer in der Saison 1973/74. Am 16. März 1974, dem 22. Spieltag, wurde er in der 55. Minute des Spiels FC Carl Zeiss – 1. FC Lok Leipzig (2:2) eingewechselt. Am Gewinn des DDR-Fußballpokals 1974 war er nur mit einem Einsatz im Viertelfinale beteiligt. Bereits in der Spielzeit 1974/75 etablierte sich der 1,70 Meter große Brauer auf der rechten Abwehrseite als Stammspieler. Diese Position behielt er während seiner gesamt Zeit beim FC Carl Zeiss bei.
Die Verletzung aus einem Länderspiel im Frühjahr 1980 bewirkte, dass Brauer den Pokalgewinn 1980 des FC Carl Zeiss verpasste und insgesamt für zehn Monate ausfiel. Er hatte bis 1983 Schwierigkeiten, sich wieder beim FC Carl Zeiss als Stammspieler zu behaupten. In der Saison 1981/82 bestritt er nur sechs, 1982/83 lediglich acht Punktspiele. Er hatte allerdings das Glück, in der entscheidenden Phase der besten Europapokalserie der Jenaer dabei zu sein. Ab dem Viertelfinale des Europapokals der Pokalsieger 1980/81 bestritt Brauer alle Spiele bis zum Finale, das Jena schließlich mit 1:2 gegen Dynamo Tiflis verlor. Erst mit der Spielzeit 1983/84 fasste er wieder Fuß und konnte sich bis 1986 wieder als Stammspieler etablieren. Im Laufe der Saison 1986/87 endete seine Laufbahn als Erstligaspieler in Jena. Er bestritt für den FCC am 8. Spieltag, ausgetragen am 18. Oktober 1986, in der Begegnung FC Carl Zeiss – BFC Dynamo (0:4) seinen letzten Einsatz für die Jenaer im ostdeutschen Oberhaus. Es war sein 253. Oberligaspiel, bis dahin hatte er neun Tore erzielt. Im DDR-Pokal spielte er 43-mal für Jena (vier Treffer). Hinzu kommen 33 Europapokalspiele ohne Torerfolg.
Mit fast 32 Jahren wechselt Brauer zur Saison 1987/88 zum Oberligaaufsteiger Hallescher FC Chemie. Dort wurde er in den 13 Spielen der Hinrunde durchgehend als linker Verteidiger eingesetzt. Nach einer Pause von sieben Spieltagen absolvierte er kurz vor dem Saisonschluss seine vier letzten Oberligaspiele und kam damit auf eine Gesamtbilanz von 270 Erstligaspielen.

### Auswahleinsätze
Nach guten Leistungen in der Juniorenoberliga wurde er 1973 Mitglied der DDR-Juniorennationalmannschaft, für die er am 27. Juni 1973 sein erstes Länderspiel bestritt. In der Begegnung Finnland – DDR (0:3) spielte er auf der linken Abwehrseite. Bis zum Mai 1974 kam Brauer in 20 U-18-Länderspielen zum Einsatz. Beim UEFA-Juniorenturnier, der inoffiziellen Europameisterschaft dieser Altersklasse, in Schweden scheiterte die DDR-Auswahl 1974 in der Vorrunde. Nach dem Verlassen des U-18-Altersbereichs in jenem Jahr wurde er nahtlos in die Kader ostdeutschen Nachwuchsauswahlmannschaften übernommen, die Mitte der 1970er-Jahre einige Jahre parallel in der U-23- und der U-21-Formation antraten. 1978 gehörte er zum DFV-Aufgebot, das in der U-21-Europameisterschaft den 2. Platz belegte. In seinen insgesamt 29 Einsätzen in beiden Teams wurde er in aller Regel als rechter Verteidiger eingesetzt. Zudem bestritt der FCC-Verteidiger ein Spiel in der DDR-B-Elf im Mai 1976.
Obwohl Brauer durchgehend solide Leistungen in Jena und auch in den Auswahlteams zeigte, dauerte es sechs Jahre, bis er auch für die A-Nationalmannschaft in Frage kam. Im Alter von 24 Jahren wurde er zum ersten Mal in einem A-Länderspiel eingesetzt. Gegen die Konkurrenten Gerd Kische und Konrad Weise war er zuvor lange chancenlos auf diesem Niveau gewesen. Im EM-Qualifikationsspiel Polen gegen DDR (1:1) am 26. September 1979 gab er sein Debüt auf seiner Standardposition rechter Verteidiger. Auch die beiden folgenden Länderspiele, ebenfalls Qualifikationsspiele, sahen Brauer als Abwehrspieler. In seinem dritten Länderspiel DDR – Niederlande wurde nach einer 2:3-Niederlage die Nichtteilnahme der DDR bei der EM besiegelt.
Eine vierte Chance erhielt Brauer am 7. Mai 1980 im ebenfalls als A-Länderspiel gewerteten Vorbereitungsmatch der DDR-Olympiaelf gegen die Sowjetunion (2:2). Er musste jedoch bereits in der 7. Minute wegen einer schweren Knieverletzung vom Platz. Zuvor hatte er in acht Spielen der Olympiaauswahl beim Neuaufbau des Titelverteidigers von 1976 mitgewirkt, aber konnte so nun nicht am olympischen Fußballturnier 1980 in Moskau teilnehmen. Das 4. A-Länderspiel und sein 9. Einsatz in der Olympiamannschaft beendeten seine Karriere auf Auswahlebene.

## Weiterer Werdegang
Nach Ende seiner Laufbahn als Fußballer nahm der gelernte Werkzeugmacher eine Tätigkeit im Gastronomiegewerbe auf. Im Alter von 62 verstarb der frühere DDR-Nationalspieler im Januar 2018.